# آمینوکومارین

فرمول اسکلتی نووبیوسین

آمینوکومارین دسته‌ای از آنتی‌بیوتیک‌ها هستند که با مهار آنزیم دی‌ان‌ای ژیراز در تقسیم سلولی باکتری‌ها، بر رشد و تکثیر باکتری اثر می‌گذارد. این آنتی‌بیوتیک‌ها از گونه‌های استرپتومایسیس استخراج می‌شود که معروف‌ترین آن‌ها Streptomyces coelicolor است و در سال ۲۰۰۲، به‌طور کامل تعیین توالی گردید. آنتی‌بیوتیک‌های آمینوکومارین عبارتند از:
- نووبیوسین
- کومرمایسین
- کلوروبیوسین